# Paramesvaravarman Ier
Paramesvaravarman Ier (?-982) ou en vietnamien Bế-mi-thuế Ka Loi Daban Ngo-Nhiet-Hoan ou Ba Nu Thuê D'u'ong Bo In Sa Loi , est un roi du Royaume de Champā de la VIe dynastie Cham. Il règne de vers 970 à 982

## Contexte
Paramesvaravarman Ier ou  Jaya Paramesvaravarman est le fils et successeur de Jaya Indravarman Ier il est mentionné par les Annales chinoises sous le nom de « Parasmesvara »  mais n'est connu par aucune inscription Cham. Il prend soin d'envoyer des hommages de vassalité aux Song en 972, 973, 974, 976, 977 et 979. Il tente de mettre à profit les difficultés que rencontre le  Dai Viet sous le règne de Đinh Phế Đế le dernier souverain de la Dynastie Đinh mais il est tué lors de l'invasion du Champa par l'armée du général Lê Hoàn  qui s'empare et détruit sa capitale d'Indrapura. Il a comme successeur son fils Indravarman IV.

## Source
- Georges Maspero Le Royaume De Champa., vol. 11, no. 1, 1910. Chapitre V. Le Tch'eng Cheng (Suite),  Dynastie VII 900-986 p. 60-71 JSTOR, www.jstor.org/stable/4526131. Consulté le 24 décembre 2020.